# Siegfried Rauch
Siegfried Rauch, nemški filmski in televizijski igralec, * 2. april 1932, Landsberg am Lech, Weimarska republika, † 11. marec 2018, Obersöchering, Nemčija.
Siegfried Rauch je bil nemški igralec, ki je v več kot 60-letni karieri je nastopil v več mednarodnih filmskih produkcijah in imel glavne vloge v številnih nemških televizijskih produkcijah.

## Kariera
Siegfried Rauch se je rodil 2. aprila 1932 v kraju Landsberg am Lech na zgornjem Bavarskem. Študiral je dramo na Univerzi Ludwiga Maximiliana v Münchnu in obiskoval tudi zasebne dramske ure. V gledališčih je začel nastopati leta 1958, najprej v Bremnu (do 1962), sledili so mu Berlin, München in Hamburg.
V sedemdesetih letih 20. stoletja se je pojavil v hollywoodskem filmu Patton iz leta 1970 kot stotnik Steiger. V filmu Le Mans (leta 1971) je igral dirkača Ericha Stahlerja, ki je bil tekmec Steva McQueena. V filmu The Big Red One režiserja Samuela Fullerja je Rauch igral narednika nemške vojske, dvojnika lika Leeja Marvina, ki doživlja iste dogodke kot Marvin, le da iz nemške perspektive. Druge hollywoodske produkcije, v katerih je nastopil, so bile še Orel je pristal (1976) in Escape to Athena (1979).
Njegova najbolj znana glavna vloga na nemški televiziji v sedemdesetih je bila Thomas Lieven v Es muss nicht immer Kaviar sein (Ne more biti vedno kaviar), ki temelji na vohunskem romanu Johannesa Maria Simmela. Njegove različne druge vloge na televiziji so spodbudile njegovo igralsko kariero v Nemčiji.
Med letoma 1999 in 2013 je imel Rauch eno glavnih vlog kapitana v Das Traumschiff, eni najbolj gledanih televizijskih serij v Nemčiji. V tej vlogi je pred njim nastopal Heinz Weiss, nasledil pa ga je Sascha Hehn. Redno se je pojavljal tudi v drugih nemških televizijskih produkcijah, vključno s serijo Gorski zdravnik, in ostal aktiven vse do svoje smrti.
Sprva je bil aktiven tudi kot pevec, vendar je petje opustil, da bi se posvetil igranju. Leta 1979 je z orkestrom Martina Böttcherja posnel pesem Frei sein, wie der Man in den Bergen lebt. Gre za priredbo pesmi Thoma Pacesa Maybe iz televizijske serije Der Mann in den Bergen. Nemško besedilo je napisal Stefan Waggershausen. Drugi posnetki so izšli na LP-ju in CD-ju. CD s swingovskimi pesmimi Moonlight and Lovesongs je izšel leta 2016.

## Osebno življenje
Leta 2016 je bil imenovan za ambasadorja Bavarskega združenja za jezersko plovbo. Leto pozneje je prejel bavarsko domovinsko medaljo in cesarsko zvezdo Turističnega združenja Wilder Kaiser. Bil je tudi ambasador Nemškega društva za reševanje življenj (DLRG). Sodeloval je tudi pri kampanji Deutschland rundet auf in s fundacijo Dirka Nowitzkega.
Siegfried Rauch, znan tudi kot "Sigi", je živel v Obersöcheringu blizu Weilheima v južni Zgornji Bavarski. Leta 1964 se je poročil s Karin, s katero sta imela dva sinova. Igralec Steve McQueen je bil boter njegovemu sinu Jakobu.
Umrl je 11. marca 2018 zaradi nenadne srčne odpovedi, zaradi katere je padel po stopnicah v vaškem gasilskem domu blizu svojega doma. Star je bil 85 let. Pokopan je na občinskem pokopališču v domačem kraju.

## Izbrana filmografija
| Film                                            | Leto                  | Vloga                       | Opombe                            |
| ----------------------------------------------- | --------------------- | --------------------------- | --------------------------------- |
| The Vulture Wally                               | 1956                  | Leander                     | /                                 |
| The Hunter of Fall                              | 1956                  | Toni, Wilderer              | /                                 |
| Kommissar X - Drei gelbe Katzen                 | 1966                  | Nitro                       | /                                 |
| Le Saint prend l'affut                          | 1966                  | Johnny K. W. Mest           | /                                 |
| Spy Today, Die Tomorrow                         | 1967                  | Tazzio                      | /                                 |
| The Monk with the Whip                          | 1967                  | Frank Keeney                | /                                 |
| Kommissar X - Drei blaue Panther                | 1968                  | Anthony                     | /                                 |
| The Zombie Walks                                | 1968                  | dr. Brand                   | /                                 |
| Peter und Sabine                                | 1968                  | dr. Petter, razrednik       | /                                 |
| Ein dreifach Hoch dem Sanitätsgefreiten Neumann | 1968                  | zdravniški desetnik Neumann | /                                 |
| Patton                                          | 1970                  | stotnik Oskar Steiger       | /                                 |
| Seventeen and Anxious                           | 1970                  | šofer                       | /                                 |
| Nous n'irons plus au bois                       | 1970                  | Werner                      | /                                 |
| Angels with Burnt Wings                         | 1970                  | prvi komisar                | /                                 |
| Le Mans                                         | 1971                  | Erich Stahler               | /                                 |
| Pas folle la guepe                              | 1972                  |                             | /                                 |
| Little Mother                                   | 1973                  | kolonel Piranes             | /                                 |
| The Hunter of Fall                              | 1974                  | Huisen-Toni                 | /                                 |
| Zwei himmlische Dickschädel                     | 1974                  | Lenz                        | /                                 |
| Stolen Heaven                                   | 1974                  | duhovnik Franz Gruber       | /                                 |
| Orel je pristal                                 | 1976                  | narednik major Otto Brandt  | /                                 |
| It Can't Always Be Caviar                       | 1977                  | Thomas Lieven               | televizijska miniserija           |
| The Standard                                    | 1977                  | grof Bottenlauben           | /                                 |
| Waldrausch                                      | 1977                  | Krispin                     | /                                 |
| The Uranium Conspiracy                          | 1978                  | baron                       | /                                 |
| Escape to Athena                                | 1979                  | vojak Braun                 | /                                 |
| Flashpoint Africa                               | 1980                  | Joe                         | /                                 |
| The Big Red One                                 | 1980                  | narednik major Schroeder    | /                                 |
| Mein Freund Winnetou                            | 1980                  | star Shatterhand            | televizijska miniserija           |
| Contamination                                   | 1980                  | Hamilton                    | /                                 |
| No One Cries Forever                            | 1984                  | Hans van Wielligh           | /                                 |
| Popcorn und Paprika                             | 1984                  | Sigi                        | /                                 |
| Das Traumschiff                                 | 1986, 1997, 1999-2014 | kapitan Paulsen             | televizijska serija               |
| Death Stone                                     | 1987                  | Hemingway                   | /                                 |
| Fire, Ice and Dynamite                          | 1990                  | Larry                       | /                                 |
| Wildbach                                        | 1993-1997             | Martin Kramer               | televizijska serija               |
| Sons of Trinity                                 | 1995                  | Parker                      | /                                 |
| Geregelte Verhältnisse                          | 2001                  | Anton Fenzl                 | /                                 |
| The Vulture Wally                               | 2005                  | Franz Flender               | /                                 |
| Kreuzfahrt ins Glück                            | 2007-2013             | kapitan Paulsen             | televizijska serija               |
| Gorski zdravnik                                 | 2008-2018             | dr. Roman Melchinger        | televizijska serija, zadnja vloga |